# Ourapteryx sciticaudaria
Ourapteryx sciticaudaria är en fjärilsart som beskrevs av Walker 1862. Ourapteryx sciticaudaria ingår i släktet Ourapteryx och familjen mätare. Inga underarter finns listade i Catalogue of Life.

## Bildgalleri

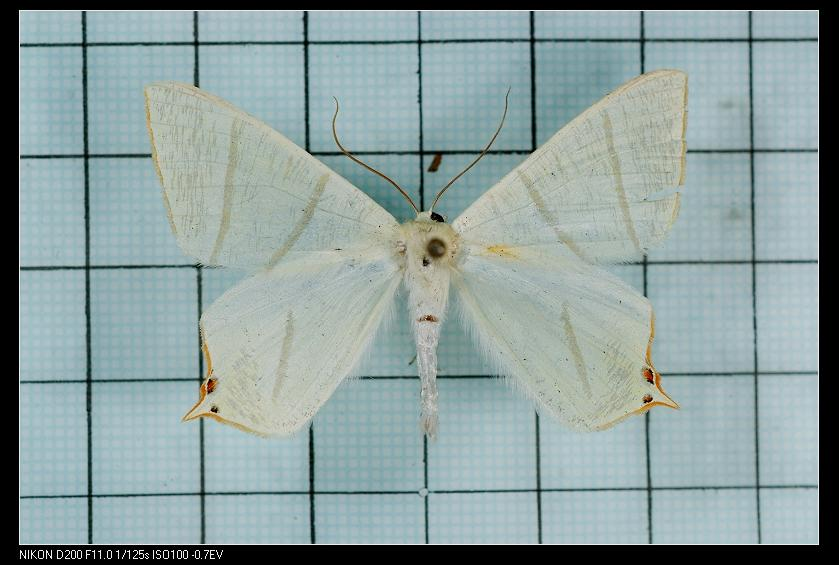
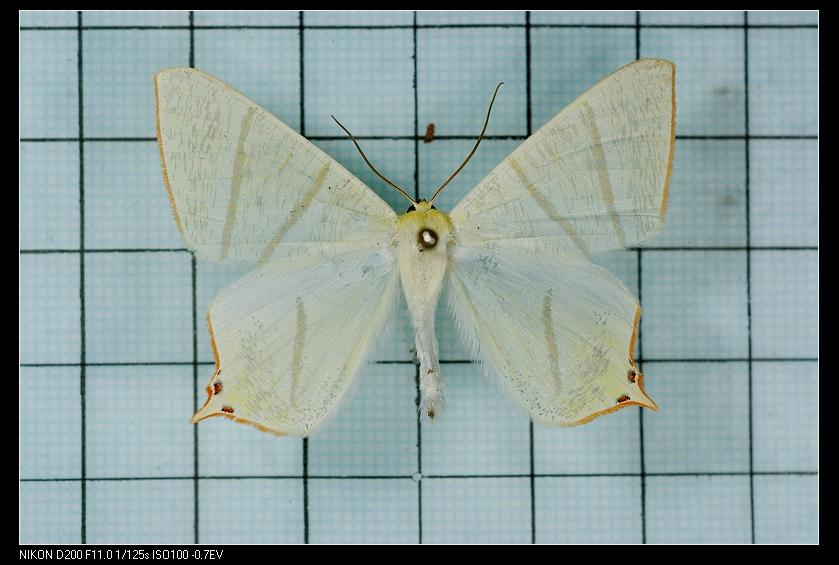
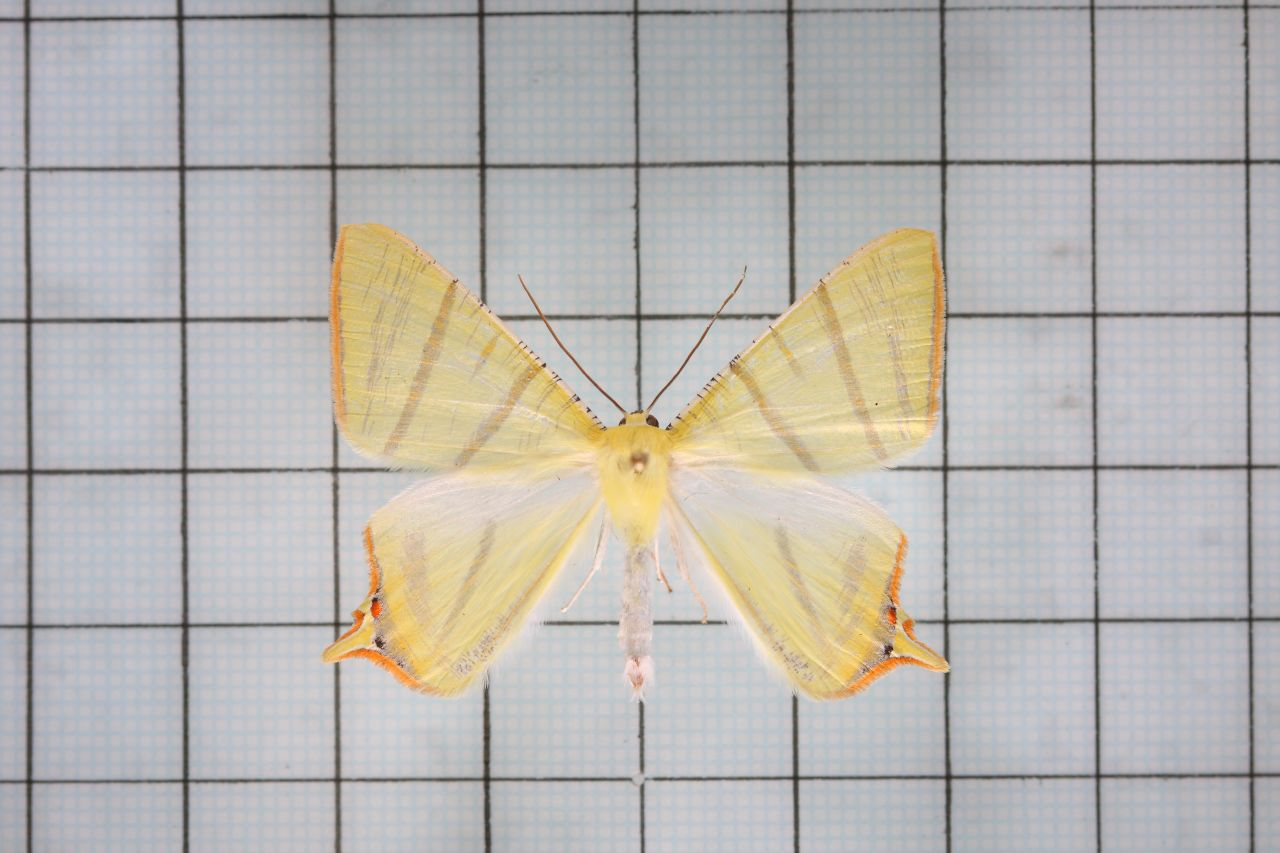
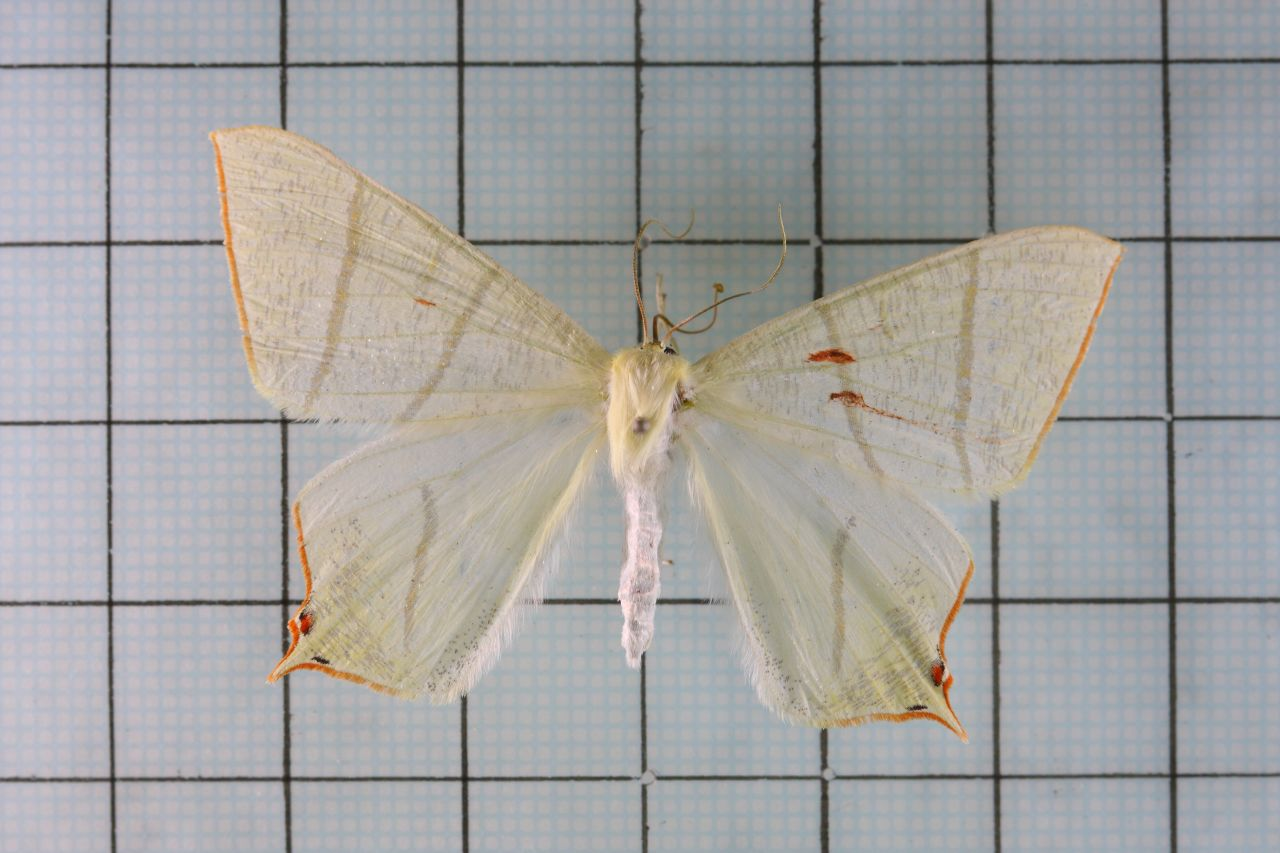
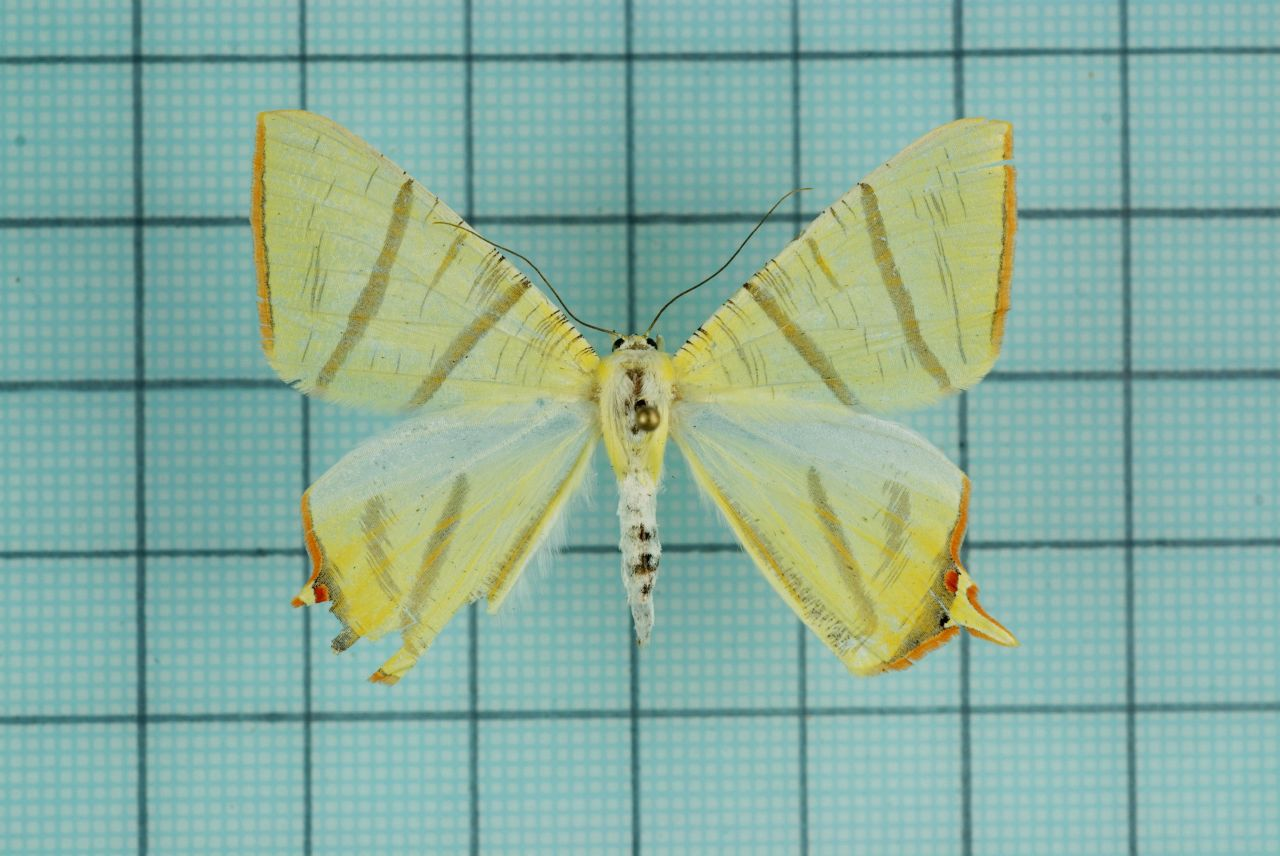